# Geert Steurs
Geert Steurs (* 24. September 1981 in Schoten) ist ein belgischer Radrennfahrer.
Geert Steurs begann seine Karriere 2004 bei der Nachwuchsmannschaft Jong Vlaanderen 2016. Er gewann in seinem ersten Jahr das Eintagesrennen Prix de la Ville de Vieux-Condé Pierre Lemoine. Bei der Algarve-Rundfahrt dieses Jahres wurde er positiv auf das Maskierungspräparat Acetazolamid getestet und anschließend mit einer 15-monatigen Sperre sowie einer Geldstrafe in Höhe von 2000 Schweizer Franken belegt.
2006 fuhr er für das asiatische Team Pictoflex. Hier konnte er eine Etappe sowie die Gesamtwertung der Cepa Tour in Hongkong für sich entscheiden. 2007 und 2008 startete Steurs für das belgische ProTeam Predictor-Lotto und wechselte 2009 zum Professional Continental Team Topsport Vlaanderen-Mercator, für das er eine Etappe der Katar-Rundfahrt 2010 gewann und wo er nach der Saison 2011 seine internationale Karriere beendete.

## Erfolge
2006
- Gesamtwertung und eine Etappe Cepa Tour

2010
- eine Etappe Tour of Qatar

## Teams
- 2000 Mapei-Latexco
- 2001 Domo-Farm Frites Espoirs
- 2002 Domo-Farm Frites Espoirs
- 2003 Slagino-Go Pass
- 2004 Jong Vlaanderen 2016
- 2006 Pictoflex Bikeland Hyundai
- 2007 Predictor-Lotto
- 2008 Silence-Lotto
- 2009 Topsport Vlaanderen-Mercator
- 2010 Topsport Vlaanderen-Mercator
- 2011 Topsport Vlaanderen-Mercator